# Cocoro
Cocoro són unes calces absorbents per a la menstruació, el fluix vaginal o les pèrdues d’orina lleus dissenyades per Eva Polío, Cristina Torres, Laida Memba i Clara Guasch, amb la col·laboració de Rosario Seva. 1 2
L’objectiu de les dissenyadores era fabricar un producte que substituís compreses i tampons d’un sol ús, que fos sostenible i no generés residus, repensant els objectes tèxtils que a tal efecte s’havien utilitzat tradicionalment. Per a aconseguir-ho, es van configurar com a cooperativa, Femmefleur, i van iniciar un projecte de micromecenatge.
Actualment les produeix l’empresa que porta el mateix nom i es van finançar a través del programa SME (recolzament financer a les Pime dels estats membres de la Unió Europea) per al desenvolupament d’un producte innovador per a la higiene menstrual. Són les primeres calces absorbents dissenyades i fabricades a Europa.
Estan fabricades amb teixits sostenibles com el cotó, l’elastà i el polièster lliure de PUL, tractats perquè siguin absorbents i alhora antibacterians i hidròfugs. La capa absorbent és de teixit tècnic i es calcula que té una durabilitat de dos anys aproximadament. Alhora, els teixits emprats faciliten la transpiració i no generen les olors dels productes industrials.
Les calces Cocoro es fabriquen en diversos models, talles i nivells d’absorció. El Museu del Disseny de Barcelona en conserva un prototip, un exemplar del model Hipster i un altre del model Essence.